# 阿傑 (阿拉巴馬州)
阿傑（英語：Adger）是一個位於美國阿拉巴馬州傑佛遜縣的非建制地區。該地的面積和人口皆未知。

## 地理
阿傑的座標為33°28′33″N 87°05′37″W / 33.475884°N 87.09361°W，而該地的平均海拔高度為144米（即472英尺）。